# Francis Bernard (administrateur colonial)
Pour les articles homonymes, voir Francis Bernard et Bernard.
Francis Bernard (baptisé le 12 juillet 1712 – 16 juin 1779), 1er baronnet, est un administrateur colonial britannique, gouverneur du New Jersey (1758-1759) et du Massachusetts (1760-1769).
En 1768 il dissout la Chambre des Représentants du Massachusetts, qui avait envoyé aux autres colonies une lettre circulaire les appelant à rejeter les Townshend Acts qui levaient de nouvelles taxes de manière jugée anticonstitutionnelle. L'assemblée avait refusé de révoquer sa propre lettre, conformément à l'ordre de Lord Hillsborough, Secrétaire d'État aux colonies.

## Biographie
Fils d'un pasteur du Berkshire, Francis Bernard, il se trouva orphelin à l'âge de 6 ans, et fut ensuite élevé par une tante mariée à Anthony Alsop. Interne de Westminster (1725), puis étudiant du collège de Christ Church, l'université lui accorda le titre de master of arts en 1736. Il alla ensuite étudier le droit à Middle Temple et fut admis au Barreau de Londres en 1737, après quatre ans d'étude seulement (au lieu des sept normalement requis). Il ouvrit une étude à Lincoln, et occupa en marge de son travail plusieurs fonctions pour la ville. Ses voisins, les Pownalls, le rapprochèrent du Colonial Office, et des affaires de la Colonie du Massachusetts.
Bernard épousa la fille du shériff du Derbyshire, Amelia Offley, en décembre 1741, et dès 1757, le couple comptait huit enfants,. C'est apparemment en quête de meilleurs revenus pour subvenir à sa famille qu'il prospecta un poste aux colonies ; toutefois, John Adams l'a dépeint comme « pingre au dernier degré ; et cependant nécessiteux, ayant en charge une famille nombreuse. »

## Sources
- (en) Cet article est partiellement ou en totalité issu de l’article de Wikipédia en anglais intitulé « Sir Francis Bernard, 1st Baronet » (voir la liste des auteurs).

1. ↑  (en) Gordon S. Wood, The American Revolution, A History. New York, Modern Library, 2002  (ISBN 0-8129-7041-1), p. 33
2. ↑  Sophia Higgins, The Bernards of Abington and Nether Winchendon: a Family History, vol. 1, Londres et New York, Longmans, Green, 1903 (OCLC 4277811, lire en ligne), p. 173.
3. ↑  Higgins 1903, p. 174-176.
4. ↑  Higgins 1903, p. 177-179.
5. ↑  Colin Nicolson, The "Infamas Govener" Francis Bernard and the Origins of the American Revolution, Boston, MA, Northeastern University Press, 2000 (ISBN 978-1-55553-463-9, OCLC 59532824), p. 25.
6. ↑  Nicolson 2000, p. 29-41.
7. ↑  Higgins 1903, p. 193-219.
8. ↑  Nicolson 2000, p. 34.
9. ↑  Higgins 1903, p. 215-217.
10. ↑  John Adams et George Carey (dir.), The Political Writings of John Adams, Washington, DC, Regnery Publishing, 2001 (ISBN 9780895262929, OCLC 248150786, lire en ligne), p. 33